# 省级行政区
省级行政区，是中华人民共和国现行最高級別的行政区划单位（即一级行政区）。目前，省级行政区包括23个省、4个直辖市、5个自治区和2个特别行政区。每个省级行政区都有各自的简称。在1954年以前，中华人民共和国最高级别的行政区划为大行政区。

## 历史沿革
中华人民共和国行政区划源于中国共产党在革命根据地时代建立的行政区划体系。与国民政府设置的行政区划体系类似但有所区别。1949年中华人民共和国成立时，全国行政区划分为大区级、省级、专区级、县级、乡级五级行政区划，共设置大行政区5个，以及由大行政区管辖的30个省、12个直辖市、1个自治区、5个行署区、1个地方、1个地区（华北地区各省、直辖市及内蒙古自治区归中央人民政府直管）。
1950年1月，政务院《省人民政府组织通则》，第13条规定：“各省得根据需要划为若干专员区”。此后，地级行政区有多次演变。1950年12月，撤销旅大行署区，设立旅大市，并设立中央人民政府华北事务部。撤销四川省，设立川东、川南、川西、川北4个行署区。
1952年，撤销中央人民政府华北事务部，设立政务院华北行政委员会。并将原来的大行政区改称为行政委员会。1952年8月7日，中央人民政府委员会第十七次会议，全国范围内的调整行政区划，撤销了行署区的建制，组建安徽省、四川省。11月15日，中央人民政府委员会第十九次会议通过组建江苏省。撤销平原省，将其行政区域并入河南、山东二省。撤销察哈尔省，将其行政区域并入河北、山西二省。直辖南京市改为江苏省省辖市。
1953年，吉林省的长春市和松江省的哈尔滨市升为直辖市。总计6个行政区，各行政区合计下辖30个省、1个自治区、14个直辖市、1个地方、1个地区。
1954年，撤销6大行政委员会，最高一级的地方行政单位变为省。撤销辽东、辽西二省，恢复辽宁省。撤销松江省，将其行政区域并入黑龙江省。撤销宁夏省，将其行政区域并入甘肃省；1954年6月撤销绥远省，将其行政区域并入内蒙古自治区。归绥市改称呼和浩特市，定为自治区首府。总计26个省、1个自治区、3个直辖市、1个地方、1个地区。
1955年7月30日，撤销热河省，将其行政区域并入河北省、辽宁省及内蒙古自治区；1955年10月，撤销西康省，将其行政区域并入四川省；1955年10月1日，撤销新疆省，设立新疆维吾尔自治区，自治区首府乌鲁木齐市（1953年迪化新名），成立西藏自治区筹备委员会，昌都地区划其管辖。1958年3月5日，撤销广西省，正式设立广西僮族自治区。
1958年，开始推广人民公社，乡、镇被逐渐废除。1958年10月25日，从甘肃省划出部分区域，正式成立宁夏回族自治区；1958年2月11日，中央直辖的天津市改为河北省省辖市。至此全国分为22个省、4个自治区、2个直辖市、1个自治区筹备委员会。
1965年9月9日，西藏自治区正式成立；1965年10月12日，广西僮族自治区更名为广西壮族自治区。1967年1月2日，河北省天津市重新升为中央直辖市。截至1967年全国分为22个省、5个自治区、3个直辖市。
1982年，全国人大通过八二宪法，废除人民公社，恢复乡、镇建制。
1988年4月13日，撤销海南行政区，设立海南省。1997年3月14日，四川省重庆市重新升为中央直辖市。设立重庆直辖市，管辖原四川省重庆市、万县市、涪陵市和黔江地区所辖行政区域。
1997年7月1日，对香港行使主权，设立香港特别行政区。1999年12月20日，对澳门行使主权，设立澳门特别行政区。至此，共计23个省、5个自治区、4个直辖市和2个特别行政区，共计34个省级行政区。
- 1949年
- 1950年
- 1952年
- 1954年
- 1955年
- 1966年
- 1968年
- 1979年
- 大行政区 （1949-1954）

## 省级行政区列表
| 代码           | 名称         | 简称         | 政府驻地   | 地理大区 |    | 代码             | 名称   | 简称       | 政府驻地 | 地理大区 |
| -------------- | ------------ | ------------ | ---------- | -------- | -- | ---------------- | ------ | ---------- | -------- | -------- |
| 11             | 北京市       | 京           | 通州区     | 华北     | 43 | 湖南省           | 湘     | 长沙市     | 中南     |          |
| 12             | 天津市       | 津           | 河西区     | 华北     | 44 | 广东省           | 粤     | 广州市     | 中南     |          |
| 13             | 河北省       | 冀           | 石家庄市   | 华北     | 45 | 广西壮族自治区   | 桂     | 南宁市     | 中南     |          |
| 14             | 山西省       | 晋           | 太原市     | 华北     | 46 | 海南省           | 琼     | 海口市     | 中南     |          |
| 15             | 内蒙古自治区 | 内蒙古／内蒙 | 呼和浩特市 | 华北     | 50 | 重庆市           | 渝     | 渝中区     | 西南     |          |
| 21             | 辽宁省       | 辽           | 沈阳市     | 东北     | 51 | 四川省           | 川／蜀 | 成都市     | 西南     |          |
| 22             | 吉林省       | 吉           | 长春市     | 东北     | 52 | 贵州省           | 黔／贵 | 贵阳市     | 西南     |          |
| 23             | 黑龙江省     | 黑           | 哈尔滨市   | 东北     | 53 | 云南省           | 滇／云 | 昆明市     | 西南     |          |
| 31             | 上海市       | 沪           | 黄浦区     | 华东     | 54 | 西藏自治区       | 藏     | 拉萨市     | 西南     |          |
| 32             | 江苏省       | 苏           | 南京市     | 华东     | 61 | 陕西省           | 陕／秦 | 西安市     | 西北     |          |
| 33             | 浙江省       | 浙           | 杭州市     | 华东     | 62 | 甘肃省           | 甘／陇 | 兰州市     | 西北     |          |
| 34             | 安徽省       | 皖           | 合肥市     | 华东     | 63 | 青海省           | 青     | 西宁市     | 西北     |          |
| 35             | 福建省       | 闽           | 福州市     | 华东     | 64 | 宁夏回族自治区   | 宁     | 银川市     | 西北     |          |
| 36             | 江西省       | 赣           | 南昌市     | 华东     | 65 | 新疆维吾尔自治区 | 新     | 乌鲁木齐市 | 西北     |          |
| 37             | 山东省       | 鲁           | 济南市     | 华东     | 81 | 香港特別行政區   | 港     |            | 中南     |          |
| 41             | 河南省       | 豫           | 郑州市     | 中南     | 82 | 澳門特別行政區   | 澳     |            | 中南     |          |
| 42             | 湖北省       | 鄂           | 武汉市     | 中南     | 71 | 台湾省           | 台     | 台北市     | 华东     |          |
| 1. 2. 3. 4. 5. |              |              |            |          |    |                  |        |            |          |          |

## 记忆口诀
时任中华人民共和国国务院总理周恩来曾把中国三十个省、自治区、直辖市的名称编成一首七言诗，以便记忆：
當時重慶市及海南省尚未建立，分別屬於四川省及廣東省；香港特区与澳门特区尚未回归，分别为英属香港与葡属澳门。1988年海南建省及1997年设立重庆直辖市后，最后一句可以变为：

## 行政区图
|  |  |